# フランス・メディア・モンド
フランス・メディア・モンド（France Médias Monde）は、フランスのメディア持株会社。フランス政府の経済・財務省国家出資庁が100%出資する会社である。2008年にフランスの国際放送を強化するため2つの国際放送テレビ・ラジオ局を合弁して設立された。

## 所有会社
- France 24
- ラジオ・フランス・アンテルナショナル
- モンテ・カルロ・ドゥアリヤ
- TV5MONDE